# オールウェイズドリーミング
オールウェイズドリーミング（英：Always Dreaming）は、アメリカ合衆国の競走馬、種牡馬。主な勝ち鞍は2017年のケンタッキーダービー(GI)、フロリダダービー(GI)。

## 現役時代
2015年9月のキーンランド・イヤリング・セールで馬主エージェントのスティーブ・ヤングによって35万ドルで落札され、Brooklyn Boyz Stablesらの共同所有馬となる。翌2016年7月にデビューするも、2歳時は2戦して3着、2着と初勝利を挙げられないまま休養に入る。
2017年1月、3戦目で2着に11馬身半の差つけて初勝利を挙げると、アローワンス競走、フロリダダービーといずれも圧勝を重ね、クラシックの最有力候補に躍り出る。フロリダダービーでの勝ち時計1:47.47は1978年のアリダー以降では同レースの最速となる好時計であった。1番人気に支持されたケンタッキーダービーでは2着ルッキンアットリーに2馬身3/4差をつける完勝で世代の頂点に立ち、2012年の同レースでアイルハヴアナザーの2着に敗れた父ボーディマイスターの雪辱を果たした。
しかし、二冠制覇を目指して出走したプリークネスステークスでは大本命と目されながら8着と大敗を喫する。敗因はケンタッキーダービーでの激走による疲労とされ、ベルモントステークスは回避してジムダンディステークスからトラヴァーズステークスというローテーションが組まれたが、それぞれ5頭立ての3着、12頭立ての9着と精彩を欠いた。体調不良のため、秋のレースには出走しなかった。
2018年も現役を続行。しかし、春にGIIを2戦しながら全く良いところを見せることができず、休養に入る。同年9月、現役引退が発表された。引退にあたって、調教師のトッド・プレッチャーは、「私が今まで手がけた馬の中でも最も優れた運動神経を持った馬の1頭だった。その流れるような動きはまるで豹のようだったよ」とコメントした。

### 競走成績
以下の内容は、EQUIBASEの情報に基づく。
| 出走日     | 競馬場                 | 競走名                                 | 格 | 距離    | 着順 | 騎手            | 着差      | 1着（2着）馬          |
| ---------- | ---------------------- | -------------------------------------- | -- | ------- | ---- | --------------- | --------- | --------------------- |
| 2016.07.01 | ベルモントパーク       | 未勝利                                 |    | ダ5.5f  | 3着  | I.オルティスJr. |           | Jewel Heist           |
| 0000.08.20 | サラトガ               | 未勝利                                 |    | ダ6f    | 2着  | J.ブラボー      | クビ      | Blame Will            |
| 2017.01.25 | タンパベイダウンズ     | 未勝利                                 |    | ダ8f40y | 1着  | J.ヴェラスケス  | 11馬身1/2 | （Watch Your Words）  |
| 0000.03.04 | ガルフストリームパーク | アローワンス・オプショナルクレーミング |    | ダ9f    | 1着  | J.ヴェラスケス  | 4馬身     | （Charlie the Greek） |
| 0000.11.05 | ガルフストリームパーク | フロリダダービー                       | G1 | ダ9f    | 1着  | J.ヴェラスケス  | 5馬身     | （State of Honor）    |
| 0000.05.06 | チャーチルダウンズ     | ケンタッキーダービー                   | G1 | ダ10f   | 1着  | J.ヴェラスケス  | 2馬身3/4  | （Lookin At Lee）     |
| 0000.05.20 | ピムリコ               | プリークネスステークス                 | G1 | ダ9.5f  | 8着  | J.ヴェラスケス  |           | Cloud Computing       |
| 0000.07.29 | サラトガ               | ジムダンディステークス                 | G2 | ダ9f    | 3着  | J.ヴェラスケス  |           | Good Samaritan        |
| 0000.08.26 | サラトガ               | トラヴァーズステークス                 | G1 | ダ10f   | 9着  | J.ヴェラスケス  |           | West Coast            |
| 2018.03.31 | ガルフストリームパーク | ハーデカーマイルステークス             | G2 | ダ8f    | 2着  | J.ヴェラスケス  | 3馬身     | Conquset Big E        |
| 0000.05.04 | チャーチルダウンズ     | アリシーバステークス                   | G2 | ダ8.5f  | 5着  | J.ヴェラスケス  |           | Backyard Heaven       |

## 種牡馬時代
2019年からウィンスターファームで種牡馬入りする。ケンタッキーダービー以後の成績不振が響き、初年度の種付け料は同レース勝ち馬としては安価な2万5000ドルに設定された。
2024年12月10日、オクラホマ州のリバーオークスファームで疝痛により死去。10歳没。

### 主な産駒
- 2020年産
  - サウジクラウン（Saudi Crown） - ペンシルベニアダービー

## 血統表
| オールウェイズドリーミングの血統 | オールウェイズドリーミングの血統                   | オールウェイズドリーミングの血統 | （血統表の出典）             | （血統表の出典） |
| 父系                             | ファピアノ系                                       | ファピアノ系                     | ファピアノ系                 | [ § 2 ]          |
| 父 Bodemeister 2009 鹿毛         | 父の父*エンパイアメーカー Empire Maker 2000 黒鹿毛 | Unbridled                        | Fappiano                     | Fappiano         |
| 父 Bodemeister 2009 鹿毛         | 父の父*エンパイアメーカー Empire Maker 2000 黒鹿毛 | Unbridled                        | Gana Facil                   |                  |
| 父 Bodemeister 2009 鹿毛         | 父の父*エンパイアメーカー Empire Maker 2000 黒鹿毛 | Toussaud                         | El Gran Senor                | El Gran Senor    |
| 父 Bodemeister 2009 鹿毛         | 父の父*エンパイアメーカー Empire Maker 2000 黒鹿毛 | Toussaud                         | Image of Reality             |                  |
| 父 Bodemeister 2009 鹿毛         | 父の母Untouched Talent 2004 鹿毛                   | Storm Cat                        | Storm Bird                   | Storm Bird       |
| 父 Bodemeister 2009 鹿毛         | 父の母Untouched Talent 2004 鹿毛                   | Storm Cat                        | Terlingua                    |                  |
| 父 Bodemeister 2009 鹿毛         | 父の母Untouched Talent 2004 鹿毛                   | Parade Queen                     | A.P. Indy                    | A.P. Indy        |
| 父 Bodemeister 2009 鹿毛         | 父の母Untouched Talent 2004 鹿毛                   | Parade Queen                     | Spanish Parade               |                  |
| 母 Above Perfection 1998 黒鹿毛  | 母の父In Excess 1987 黒鹿毛                        | Siberian Express                 | Caro                         | Caro             |
| 母 Above Perfection 1998 黒鹿毛  | 母の父In Excess 1987 黒鹿毛                        | Siberian Express                 | Indian Call                  |                  |
| 母 Above Perfection 1998 黒鹿毛  | 母の父In Excess 1987 黒鹿毛                        | Kantado                          | Saulingo                     | Saulingo         |
| 母 Above Perfection 1998 黒鹿毛  | 母の父In Excess 1987 黒鹿毛                        | Kantado                          | Vi                           |                  |
| 母 Above Perfection 1998 黒鹿毛  | 母の母Something Perfect 1980 鹿毛                  | Somethingfabulous                | Northern Dancer              | Northern Dancer  |
| 母 Above Perfection 1998 黒鹿毛  | 母の母Something Perfect 1980 鹿毛                  | Somethingfabulous                | Somethingroyal               |                  |
| 母 Above Perfection 1998 黒鹿毛  | 母の母Something Perfect 1980 鹿毛                  | Happening                        | Terrang                      | Terrang          |
| 母 Above Perfection 1998 黒鹿毛  | 母の母Something Perfect 1980 鹿毛                  | Happening                        | Lazy Mary                    |                  |
| 母系(F-No.)                      | 4号族(FN:4-p)                                      | 4号族(FN:4-p)                    | 4号族(FN:4-p)                | [ § 3 ]          |
| 5代内の近親交配                  | Northern Dancer5×5×4＝12.50%                       | Northern Dancer5×5×4＝12.50%     | Northern Dancer5×5×4＝12.50% | [ § 4 ]          |
| 出典                             | 1. 2. 3. 4.                                        | 1. 2. 3. 4.                      | 1. 2. 3. 4.                  | 1. 2. 3. 4.      |

- ジャイアンツコーズウェイ産駒の半兄ヨウソロ（2004年生まれ）は日本に輸入され、栗東・大久保龍志厩舎からデビューして4戦1勝の成績を残している[10]。